# Фірлеї

Герб Леварт

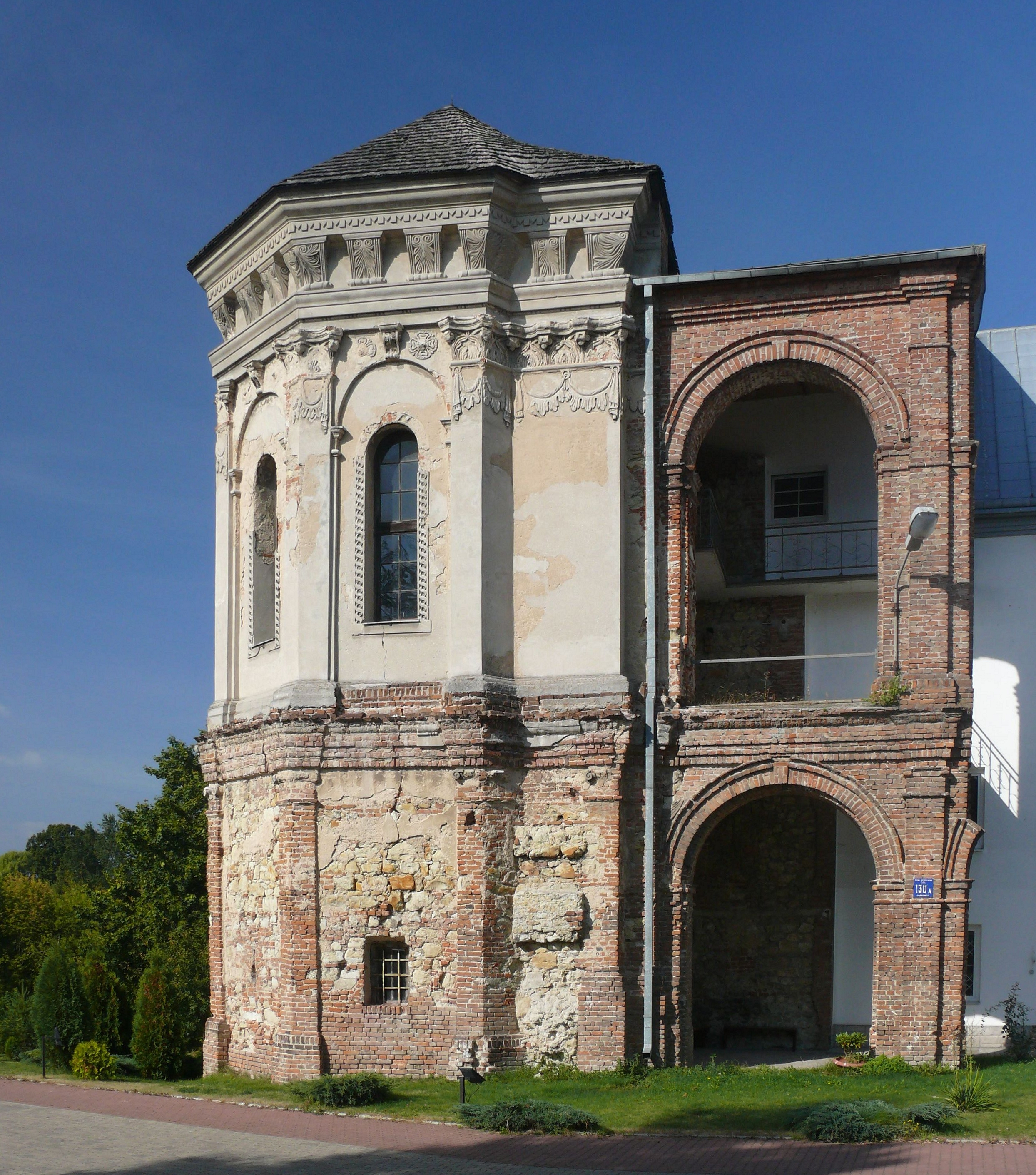
Залишки палацу Фірлеїв у Домбровиці

Фірле́ї гербу Леварт (пол. Firlejowie, Firlej) — польський шляхетський магнатський рід німецького походження. Прізвище походить від німецького слова Firleier.

## Історія роду
Згідно з «Польським гербівником» Каспера Несецького перший Фірлей з'явився у Польщі ще у часи короля Владислава Локетка в 1317 році. Він походив з Франконії у Німеччині (частина Баварії). 
К. Несецький у своєму гербівнику (Львів, 1740. — Т. 2) назвав одного з представників роду Остафій Фірлей (пол. Ostafi) гербу Леварт. Він — син Малфріда, бурграфа Вельоненської провінції. У Польщі отримав високий придворний уряд — краківського стольника (Janußovius твердив, що крайчий). Саме від німецької назви його посади — Firleier — походить прізвище роду Фірлеїв. Остафій заснував містечко Осташув у Люблінському воєводстві.
Разом з родиною замешкав у Домбровиці (тепер село у Люблінському повіті Люблінського воєводства), де до сьогодні збереглися руїни родового палацу Фірлеїв.
Впродовж XV—XVII століть Фірлеї були одним з найпотужніших магнатських родів у Малопольщі. Були поріднені з найвідомішими родами Королівства Польського (згодом Речі Посполитої): з князями Вишневецькими, Потоцькими, Оссолінськими, Опалінськими, Лещинськими. Отримували високі державні посади (краківського каштеляна, воєвод, маршалків, гетьманів) і церковні (примаса, єпископа). За свою службу отримали багато земель від короля. Зокрема, збудували кілька замків: Домбровиця (з XIV ст.), Яновець (близько 1530 р.). Також належали роду село Левартув (від назви гербу, тепер Любартув) з 1543 і Фірлеюв з 1557 р.
З часів Яна Фірлея більшість Фірлеїв були кальвіністами. Більшість його синів перейшли на католицизм у 70-х роках XVI ст., проте одна гілка роду залишалася кальвінстською аж до середини XVII століття, коли вимерла.
З часом рід Фірлеїв занепадав. Багатші Фірлеї не мали нащадків чоловічого роду, а бідніші дуже розрослися, тому опинилися серед середньої та бідної шляхти.

## Представники роду
- Пйотр (? — 1499) — суддя земський люблінський
  - Миколай (? — 1526) — великий гетьман коронний, краківський каштелян
    - Пйотр (? — 1553) — воєвода руський, сини:
      - Ян (1521—1574) — великий краківський маршалок, королівський секретар, краківський воєвода. Мав кілька синів:
        - Миколай (? — 1599/1601) — краківський воєвода
        - Анджей (? — 1609) — ковельський староста, радомський каштелян, мав 2-х синів
          - Ян
          - Анджей — реґіментаря, власника Старого Почаєва, родича Ганни Гойської.

        - Генрик (1574—1626) — примас Польщі, коронний підканцлер
        - Ян (? — 1614) — великий коронний підскарбій, мав сина Генрика.
          - Генрик (1599—1635) — познанський єпископ.
          - Миколай (1588—1635/1636) — воєвода сандомирський.

        - Пйотр (? — 1619) — воєвода люблінський.
          - Пйотр (1601—1649/1650[2]) — каштелян Кам'янця-Подільського, староста теребовлянський, буцнівський. Мав 3[2] або 4 доньки
            - Миколай
            - Генрик

          - Миколай (1605—1640) — мав 2 доньки, не було спадкоємці чоловічої статі.
          - Зофія — перша дружина коронного гетьмана Миколая Потоцького

      - Миколай (1531—1588) — люблінський воєвода. В шлюбі мав 4 доньки.
        - Катажина — дружина Федора Сенюти, мати Павла-Христофора[3]

      - Анджей (бл.1537 — 1585) — любельський каштелян, сандомирський староста
        - Фелікс (†1576)
        - Дорота (†1591) — дружина: князя Стефана Збаразького, канцлера ВКЛ Лева Сапіги

    - Миколай (? — 1519).

## Маєтності
Фірлеїв (тепер Липівка), Фірлеїв, тепер Дусанів…